# سلحفاة (غاطسة)

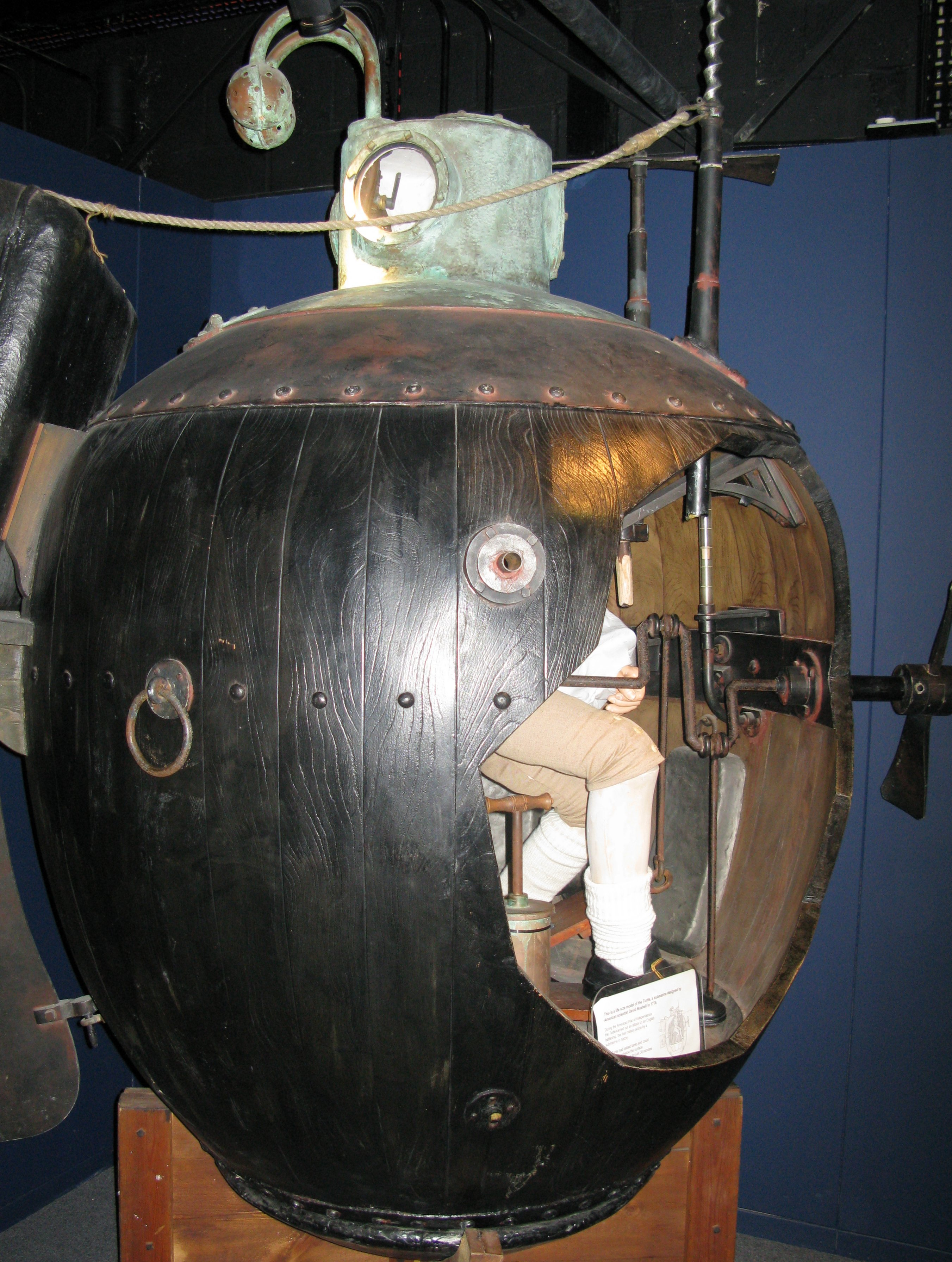
نسخة مقلدة للسلحفاة الأمريكية.

السلحفاة ( و تسمى أيضا American Turtle بمعنى «السلحفاة الأمريكية» ) كانت الغاطسة الأول في العالم مع سجل موثق باستخدام عسكري . بنيت في أولد سايبروك, كونيتيكت سنة 1775 بواسطة ديفيد بوشنيل لتستطيع زرع شحن متفجرة على السفن الراسية البريطانية في الموانئ . صمم الغاطس لاستخدامه ضد سفن البحرية الملكية البريطانية التي تحتل الموائي الأمريكية الشمالية خلال حرب الاستقلال الأمريكية . بعث حاكم كونيتيكت جوناثن ترومبل بخبر الاختراع إلى جورج واشنطن .
عدة تجارب كانت تتمحور حول لصق قنابل على الجوانب السفلية لسفن البحرية الملكية الراسية في ميناء نيويورك خلال أحداث سنة 1776 . كلها فشلت، وتم تدمير السفينة التي كانت تحمل الغواصة الصغيرة بواسطة البحرية الملكية وغرقت معها الغواصة . و ادعى بوشنيل أنه استعاد الغواصة، ولكن المصير النهائي مجهول .

## التطوير
في أحداث سنة 1770 المبكرة، بدأ ديفيد بوشنيل الطالب المبتدئ في كلية ييل تجاربه المتمركزة حول اختبار المتفجرات داخل الماء . و خلال سنة 1775 , و خلال زيادة حدة التوتر بين المستعمرات الثلاث عشرة و بريطانيا العظمى، بوشنيل أكمل المتفجرات تحت المائية ودرسها بطريقة عملية . و في نفس السنة بدأ العمل بالقرب من أولد سايبروك، كونيتيكت على تطوير غاطس أو غواصة صغيرة مأهولة تستطيع زرع قنابل على صالة السفينة وتنفجر بعد وقت معين بواسطة آلة مصممة لهذا الغرض . و تبعا لما ذكر الدكتور بنجامين جيل الذي كان يدٌرس في كلية ييل، حيث ذكر أن المؤقت الذي استخدم في القنابل كان من صنع صانع ساعات اسمه إسحاق دوليتل .
و حسب شكلها جاء اسمها، الذي يشبه صدفة السلحفاة، كان طولها حوالي عشر أقدام ( 3 م ) ( حسب ما جاء في المواصفات الأصلية )

## معرض صور

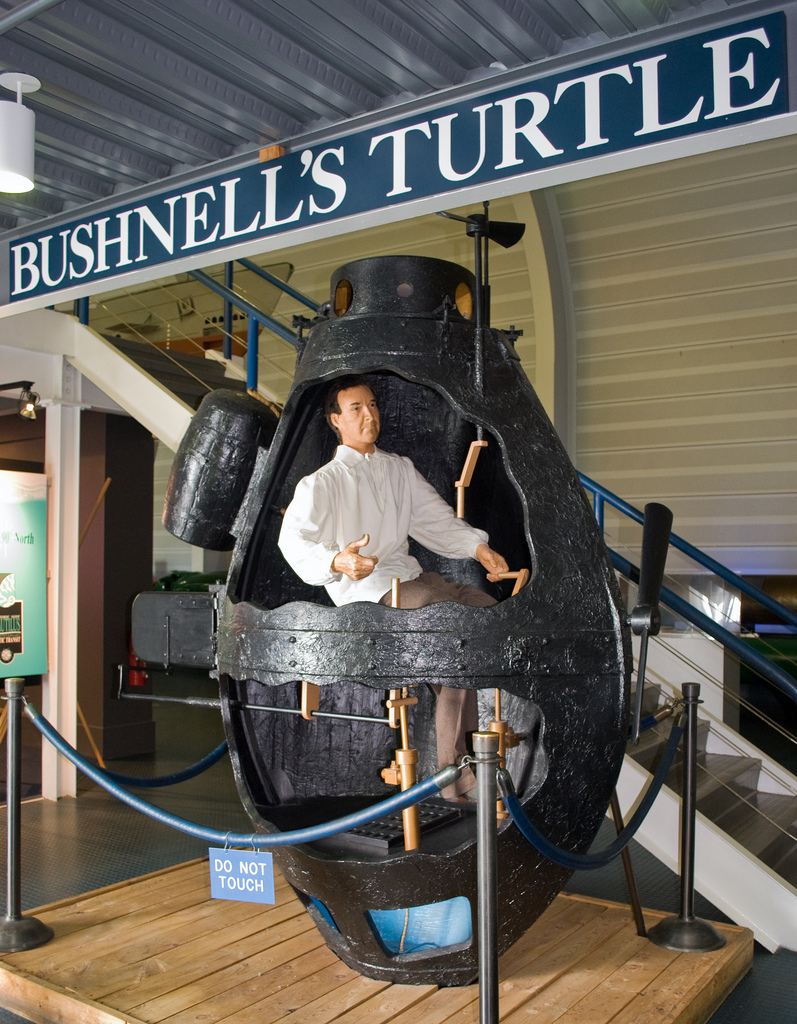
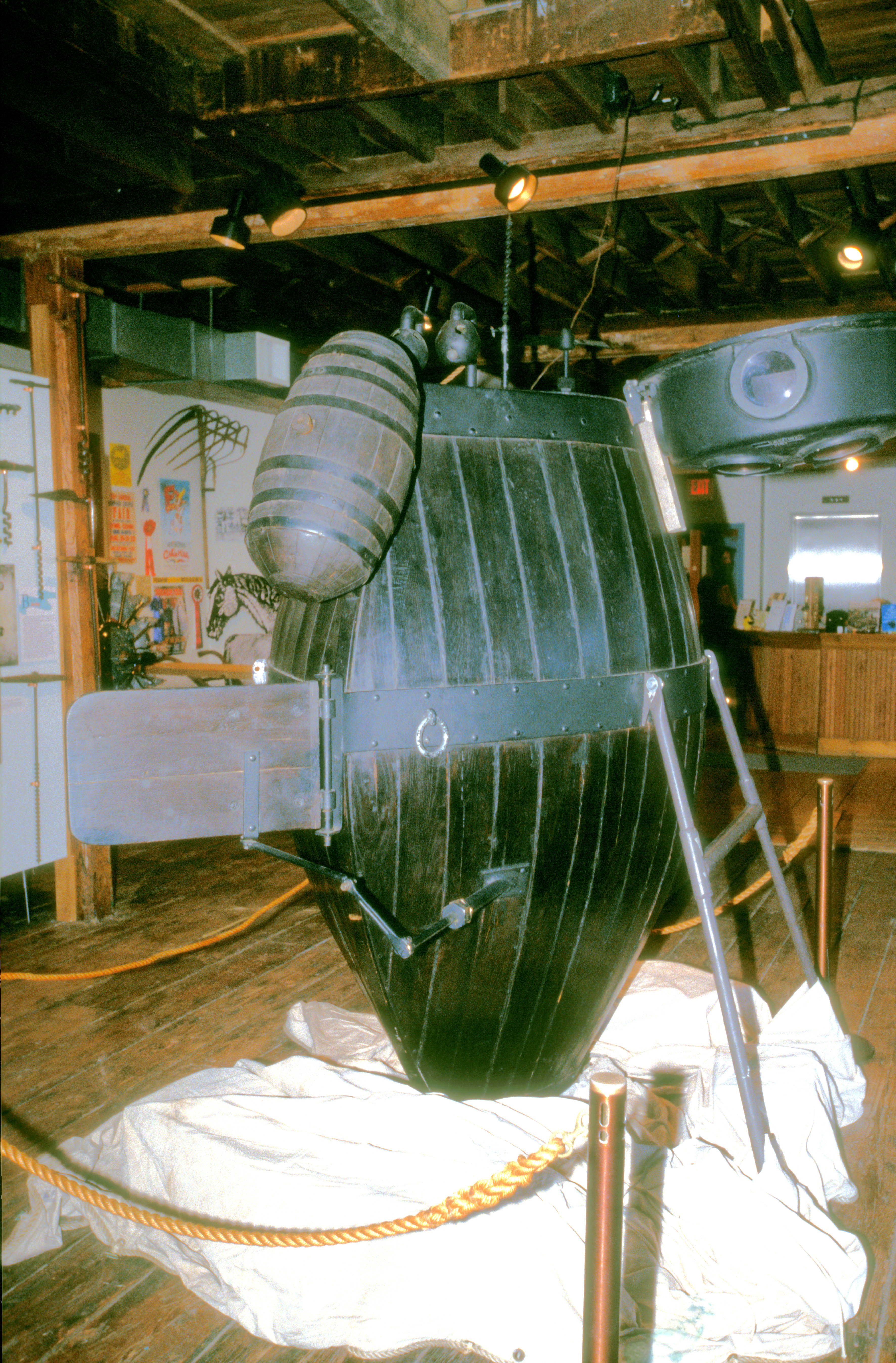
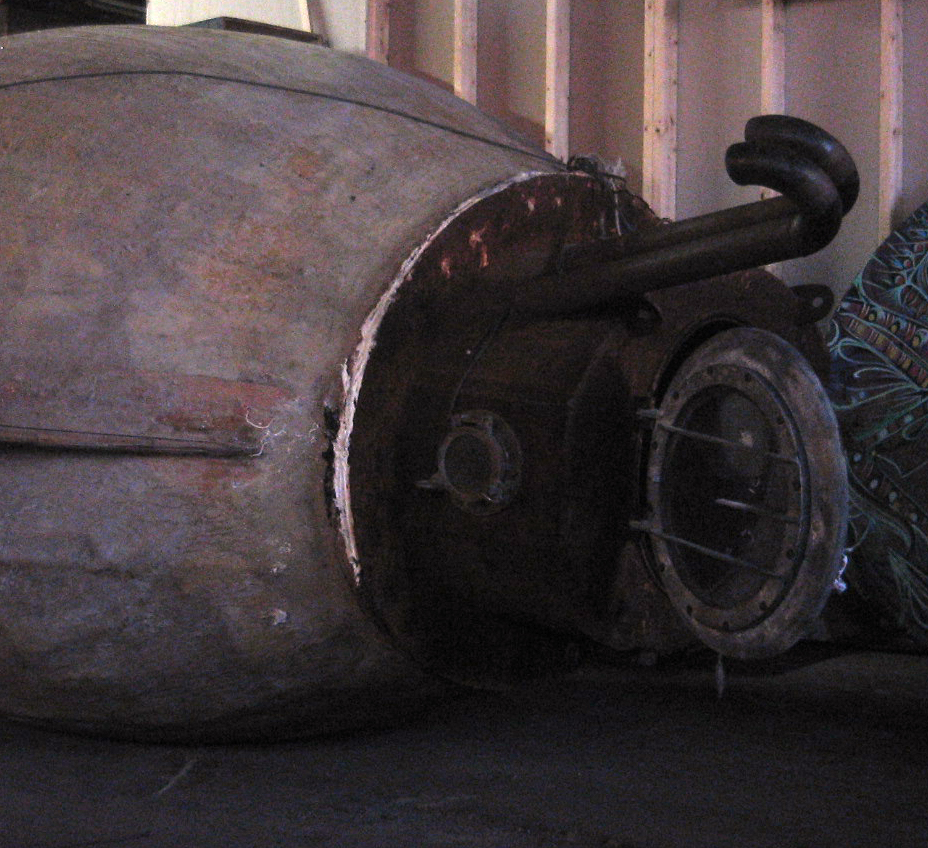
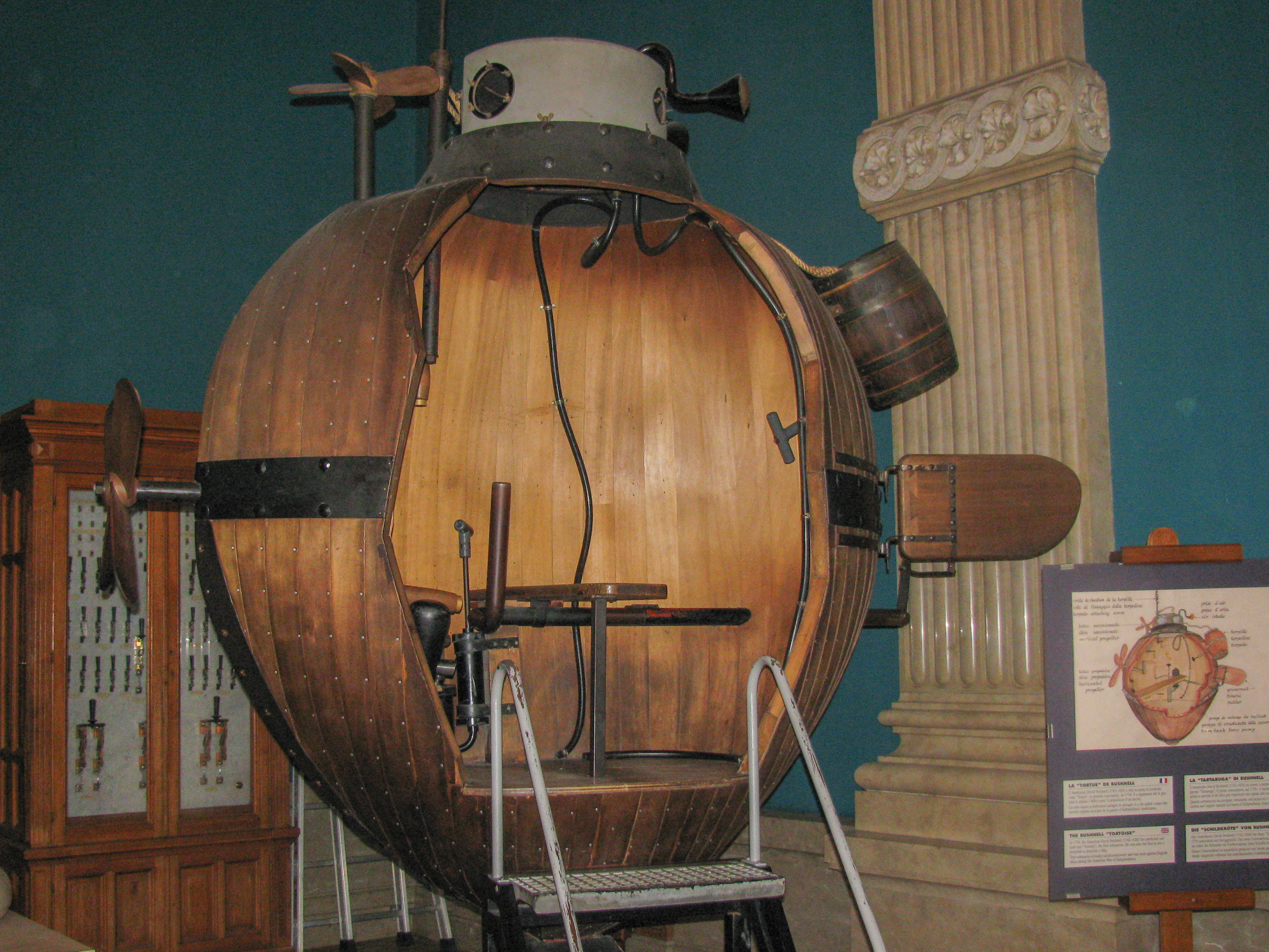

## وصلات خارجية
نصنيف:حرب الاستقلال الأمريكية